# كلية فيكتوريا (كولومبيا البريطانية)
كلية فيكتوريا هي كلية في فيكتوريا في كولومبيا البريطانية تتم الدراسة فيها لِمدة عامين، تأسست في عام 1903 بِرعاية جامعة مكغيل، وهي واحدة من مؤسسات التعليمية الأولى للمرحلة بعد الثانوية في كولومبيا البريطانية.
في عام 1963 تم افتتاح جامعة فيكتوريا، وأصبحت كلية فيكتوريا خاصة بخريجيها فقط.